# Theodore Heyvaert
Théodore Pierre Heyvaert (Gistel, 22 mei 1834 - Sint-Pieters-Woluwe, 23 november 1907) was een Belgisch liberaal politicus. 
Heyvaert was advocaat en magistraat. Hij werd provinciegouverneur van West-Vlaanderen (1878-1883) en van Brabant en ook nog gemeenteraadslid van Brussel.

## Levensloop
Théodore-Pierre Heyvaert was de zoon van Théodore-Frédéric Heyvaert (1803-1873), die notaris was, burgemeester van Gistel en provincieraadslid. Zijn moeder was de notarisdochter Melanie De Busschere (1817-1870). Hij eindigde zijn humaniorastudies bij de jezuïeten in Doornik en studeerde rechten aan de Vrije Universiteit Brussel. 
Hij vestigde zich als advocaat in Brussel en trouwde in 1867 met Pauline Chantraine (1836-1910). Vanaf 1866 stapte hij over naar de magistratuur, en werd in 1870 procureur des Konings in Brussel. Hij was onder meer belast met het gerechtelijk onderzoek naar het faillissement van de 'katholieke bank' van André Langrand-Dumonceau.
Op 7 augustus 1878 werd hij door de liberale regering tot gouverneur van West-Vlaanderen benoemd. Hij werd vijandig ontvangen, als gevolg van het feit dat zijn voorganger Léon Ruzette zonder omhaal was afgezet. De schoolstrijd was begonnen en Heyvaert werd de radicale uitvoerder van de regeringsbeslissingen. Om toch enige steun te hebben in het provinciehuis, benoemde hij een aangetrouwde neef, Henri De Hoon (1850-1932) tot zijn kabinetschef. 
Heyvaert kwam in aanvaring met de katholieke bestendige deputatie en provincieraad. Dit nam zodanige afmetingen aan dat de regering het veiliger vond om Heyvaert in 1883 uit West-Vlaanderen weg te promoveren. Hij werd in maart 1883 gouverneur van Brabant. Het jaar daarop werd hij door de katholieke regering-Malou ontslagen. Hij werd vervolgens raadsheer bij het Hof van Beroep, een functie die hij tot aan zijn dood uitoefende. Hij zetelde in het centraal bestuur van de Liberale Partij, en was ook liberaal gemeenteraadslid in Brussel, maar toen de afdeling Oostende hem een Kamerzetel aanbood, wees hij dit af.
Heyvaert werd rond de eeuwwisseling een vertrouwensman van koning Leopold II en zetelde in verschillende maatschappijen van de Kongo-Vrijstaat.
Het echtpaar had drie kinderen. Theo Heyvaert (1868-1937) was advocaat en vervolgens provinciaal griffier van Brabant. Marguerite Heyvaert (1869-1931) trouwde met advocaat René Van Imschoot (1869-1942). Georgine Heyvaert (1871-1945) bleef ongehuwd.